# Христианство в Танзании

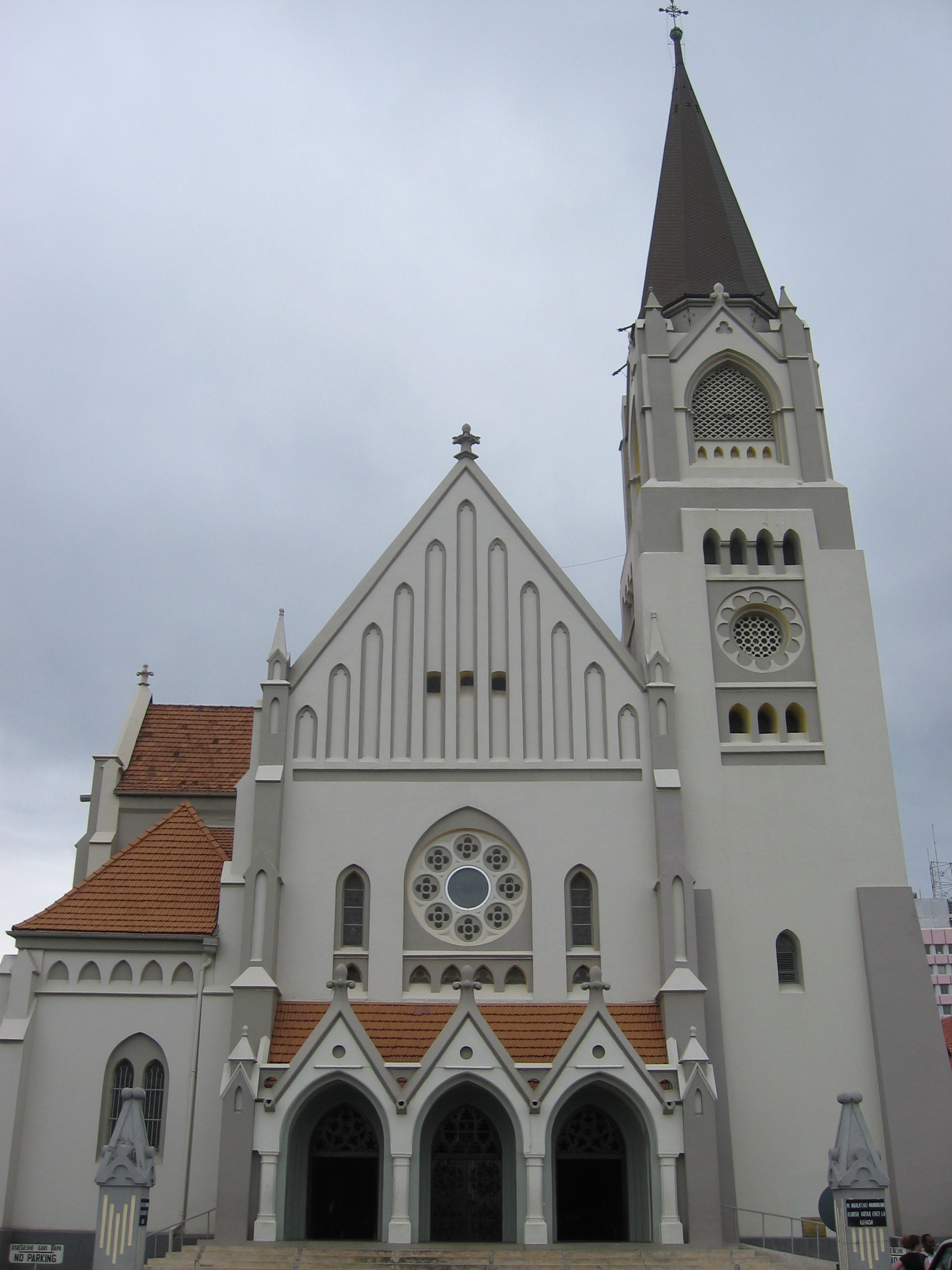
Кафедральный собор Святого Иосифа в Дар-эс-Саламе

Христианство в Танзании — крупнейшая религия в стране. По данным исследовательского центра Pew Research Center в 2010 году христиане Танзании составляли 59,6 % населения этой страны. «Всемирная христианская база данных» оценивает долю христиан в 54,8 % (2010 год).
Доля христиан в общем населении Танзании неуклонно росла во второй половине XX века. Так, в 1960 году христианами были 19 % танзанийцев; в 1980 — 33 %, в 2000 — 48 %.
Христиане составляют большинство среди таких народов Танзании как бемба, бена, гого, джагга, занаки, зинза, камба, кикуйю, кононго, куриа, матенго, намванга, нгонде, ндали, ндамба, пангва, пимбве, погоро, суба, фипа, хайя, хангаза, хехе и хуту.
В 2000 году в стране действовало 27 тыс. христианских церквей, принадлежащих 92 различным христианским деноминациям.

## Католицизм

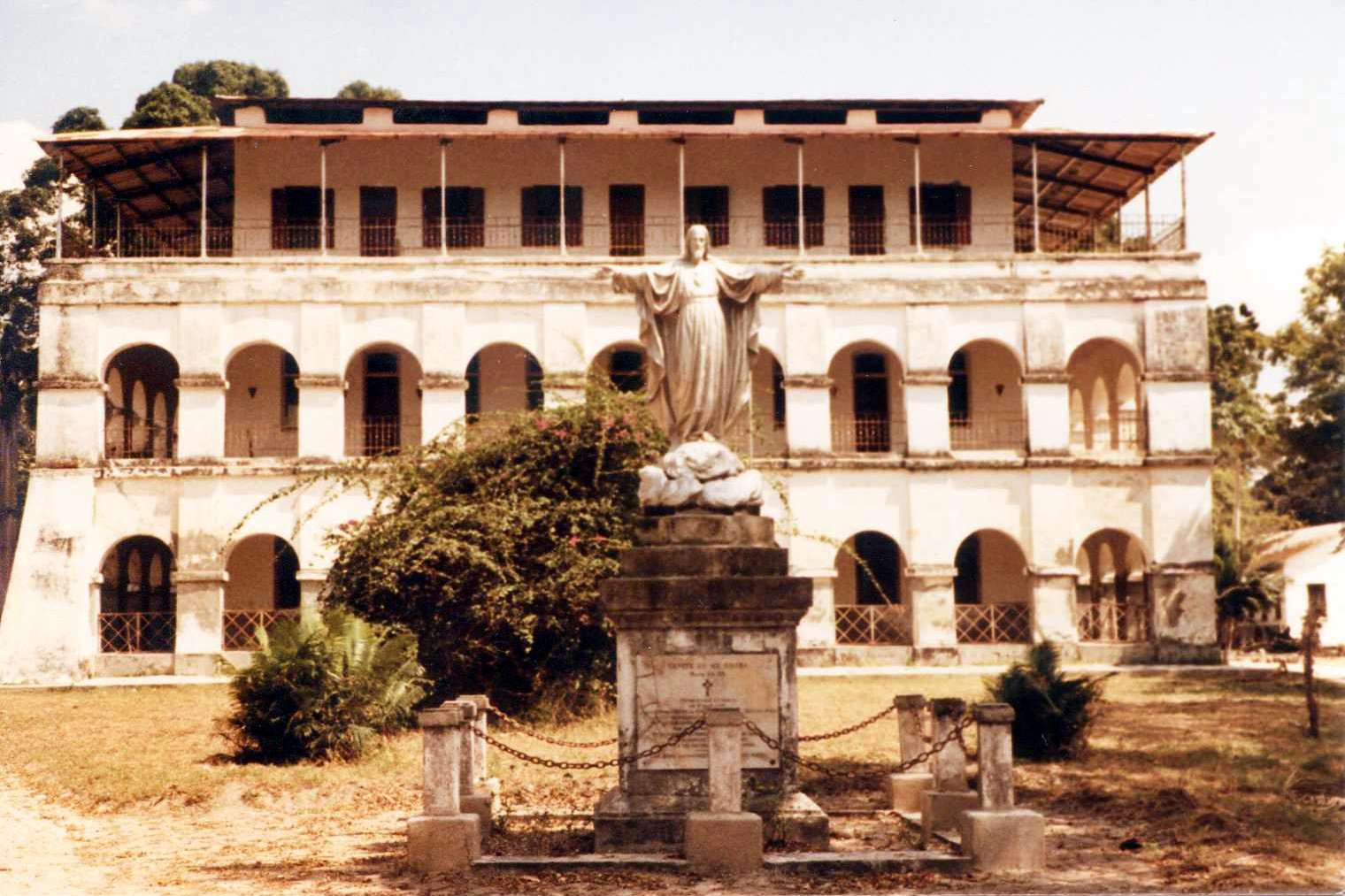
Католическая миссия в Багамойо

Первые христиане появились на территории Танзании в 1499 году. Это были монахи августинцы, приплывшие вместе с Васко да Гамой. В течение двух последующих столетий в стране действовала католическая миссия, которая была изгнана с приходом арабов. Лишь в 1860 году несколько католических священников переехали на Занзибар. В 1863 году Конгрегация Святого Духа начала служение на материковой части в Багамойо. С 1878 года в Танзании служит общество Белых отцов. После Первой мировой войны к миссионерской деятельности в Танзании подключаются капуцины, пассионисты, паллотинцы, сальваторианцы и другие монашеские организации католиков.
В 1953 году в Танзании была создана Апостольская нунциатура. В ноябре 1990 года Танзанию посетил папа римский Иоанн Павел II.
В 2010 году к Католической церкви принадлежали 31,8 % жителей Танзании. Католическая церковь состоит из 34 епархий.

## Протестантизм

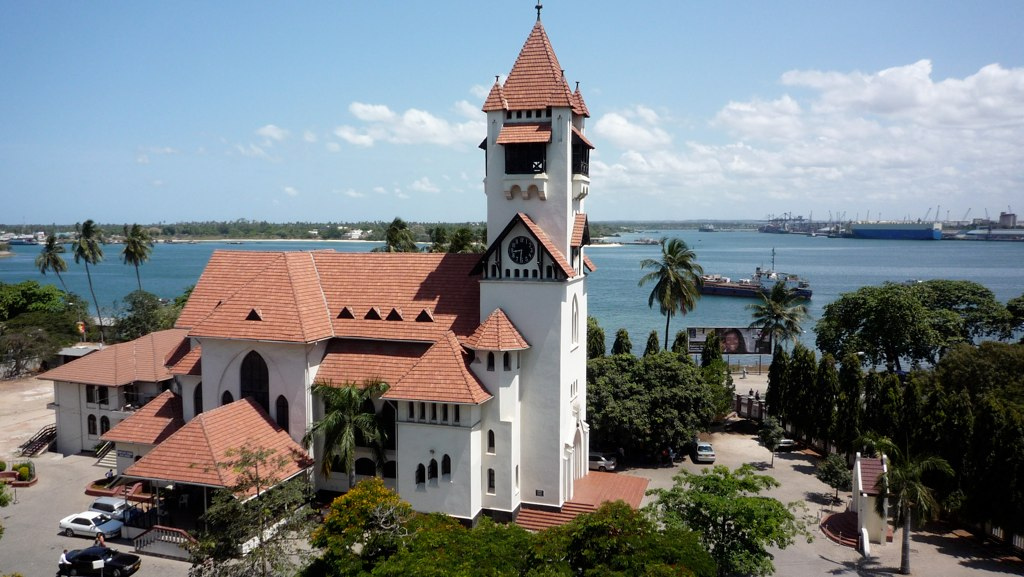
Лютеранская церковь в Дар-эс-Саламе, построенная в 1898 году

В середине XIX века Танзания стала частью миссионерских путешествий Давида Ливингстона, представлявшего Лондонское миссионерское общество. Во многом, именно его усилия привели к началу постоянной миссионерской работы англикан в Танзании в 1864 году. Начиная с 1886 года в Дар-эс-Саламе служит миссия немецких лютеран. До начала первой мировой войны в стране начали служение моравские братья, адвентисты и евангельские христиане из не-деноминационной Внутренней африканской миссии.
В 1930-х годах в Танзанию прибывают миссионеры из различных скандинавских и американских пятидесятнических организаций. В 1956 году в Дар-эс-Салам начали миссию баптисты из Нигерии.
По данным исследовательского центра Pew Research Center в 2010 году протестанты составляли 27,3 % населения этой страны. Крупнейшей протестантской организацией является Евангелическо-лютеранская церковь Танзании (5,8 млн). Примерно 20 % протестантов в Танзании являются прихожанами различных пятидесятнических церквей (более 2-х миллионов верующих). Англиканская церковь Танзании объединяет 2 млн человек. По нескольку сотен тысяч насчитывают общины баптистов, адвентистов, евангельских христиан и моравских братьев.
В 2000 году в Танзании действовало 26 тыс. протестантских церквей.

## Православие
Православный верующие Танзании принадлежат к Дар-эс-Саламской митрополии Александрийской церкви. В 2006 году епархия насчитывала 166 приходов и окормляла 41,2 тыс. верующих. В стране открыты 30 православных храмов. По данным Всемирной христианской энциклопедии в 1995 году в Танзании было лишь 9 православных приходов и 11,7 тыс. верующих.

## Маргинальное христианство
Примерно 240 тыс. жителей страны относятся к маргинальному христианству. Организация Свидетелей Иеговы объединяет 25 тыс. человек. Миссионеры Церкви Иисуса Христа святых последних дней появились в Танзании в 1991 году; сейчас в этой стране чуть более 1 тыс. мормонов.
Значительное число танзанийцев являются прихожанами различных афро-христианских церквей и сект — Легио Мария (25 тыс.), Африканская церковь Ниневии (15 тыс.), Африканская апостольская церковь Иоанна Масове (3 тыс.) и др.